# Relations entre la Bosnie-Herzégovine et la Croatie
Les relations entre la Bosnie-Herzégovine et la Croatie sont des relations internationales s'exerçant entre deux États d'Europe du Sud. La Bosnie-Herzégovine a une ambassade à Zagreb tandis que la Croatie a une ambassade à Sarajevo. Les deux pays partagent une frontière commune longue de 932 kilomètres.

## Histoire des relations bilatérales

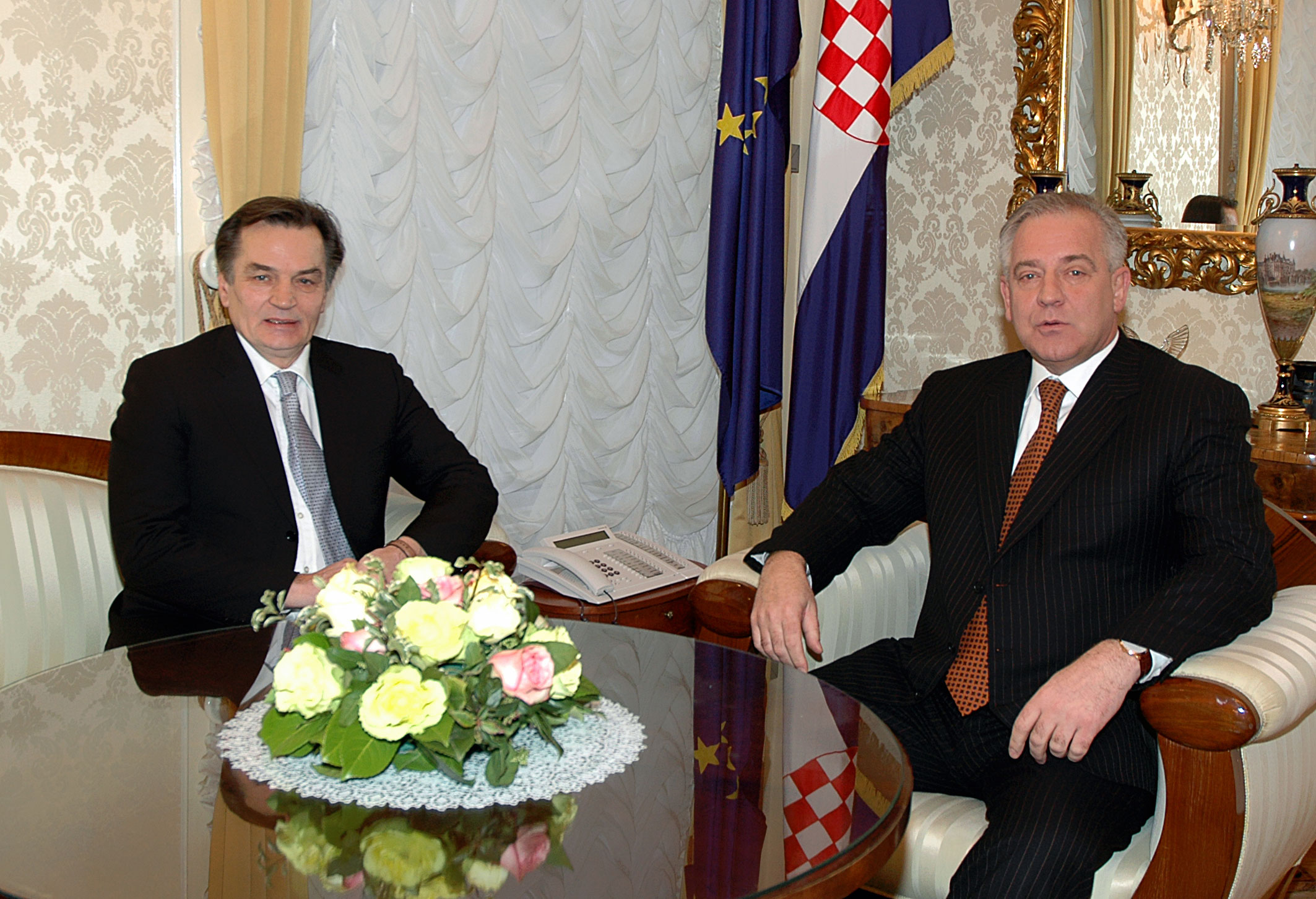
Le membre de la présidence bosnienne Haris Silajdžić avec l'ancien Premier ministre Ivo Sanader discutant des relations croato-bosniaques, de la coopération en matière d'énergie et de la poursuite du processus d'intégration euro-atlantique en 2010.

### Guerres de Yougoslavie
La Bosnie-Herzégovine et la Croatie ont été toutes deux engagées au début des années 1990 dans les guerres de Yougoslavie, conflits armés qui ont suivi l'éclatement de la RFS de Yougoslavie en cinq pays souverains : la Bosnie-Herzégovine, la Croatie, la république de Macédoine, la Slovénie et la RF de Yougoslavie (qui cesse d'exister en 2003 pour laisser sa place à la Serbie-et-Monténégro, elle-même dissoute en 2006). Les Croates, les Bosniaques et les Serbes (y compris les Croates de Bosnie et les Serbes de Bosnie) se sont battus les uns les autres dans des alliances instables dans une série de conflits. La plupart des guerres ont été livrées sur le territoire de Bosnie-Herzégovine, où les Croates ont créé la république croate d'Herceg-Bosna. Cependant, après les guerres, la Bosnie-Herzégovine et la Croatie ont conservé la même frontière qu'elles avaient sous l'ère yougoslave, et à travers les accords de Dayton, la Bosnie-Herzégovine a été divisée en deux entités sur la base des trois peuples la constituant : la Republika Srpska (pour les Serbes) et la fédération de Bosnie-et-Herzégovine (pour les Bosniaques et les Croates). Selon le The World Factbook, 7 269 réfugiés croates vivent toujours en Bosnie-Herzégovine et 131 600 personnes sont toujours déplacés internes en Bosnie,. Récemment, Haris Silajdžić, membre de la présidence de Bosnie-Herzégovine, a critiqué les accords de Dayton et leurs résultats.

## Relations économiques
Les exportations vers la Bosnie-Herzégovine s'élèvent à 14,4 % du total des exportations croates, tandis qu'à partir de 2007, la Bosnie-Herzégovine est le cinquième plus grand partenaire commercial de la Croatie. De ce fait de la Croatie est à la fois le plus grand importateur et exportateur de Bosnie-Herzégovine, tandis que la Bosnie-Herzégovine est le deuxième plus grand acheteur de biens croates. Avec 343 millions de marks convertibles (237 millions dollars américains) de capitaux étrangers investis, la Croatie est le premier investisseur en Bosnie-Herzégovine, en tête avec la Slovénie (302 millions de marks convertibles sont 208 millions de dollars) et de la Serbie et Monténégro voisins (122 millions de marks convertibles, soit 84 millions de dollars). En 2007, le commerce entre les deux pays s'est élevé à 2 517 millions de dollars (3,64 milliards de marks convertibles, soit 13,63 milliards de kunas croates), une augmentation de 32 % par rapport à l'année précédente,.

## Développement économique
Plusieurs coentreprises ont été passées entre les deux pays dont l'élargissement de la route européenne 73 afin de la faire porter aux normes d'autoroute.

## Différends frontaliers
Les deux pays ont plusieurs pans de la frontière litigieux, dont la plus importante est celle relative à l'accès maritime (dont la rivière Una : des villages à la base du mont Plješevica sont en Croatie, tandis que d'autres sont en Bosnie, ce qui signifie qu'il y aurait besoin de neuf postes frontaliers sur chaque route. Le manque d'action sur ce problème empêche tout développement sérieux dans la région. La ligne de chemin de fer Zagreb-Split-Bihać est toujours fermée à la circulation majeure en raison de ce problème). La ratification de l'accord frontalier de 1999 n'a toujours pas eu lieu 2013.